# カール＝マルクス＝シュタット県
カール＝マルクス＝シュタット県（Bezirk Karl-Marx-Stadt）は、ドイツ民主共和国（東ドイツ）を構成していた14の県の一つ。県都はカール＝マルクス＝シュタット（現ケムニッツ）。1952年に設置された当初はケムニッツ県（Bezirk Chemnitz）と呼ばれていたが、翌1953年にケムニッツがカール＝マルクス＝シュタットに改名されたのに伴い県名も変更された。
東ドイツにおいて最も人口が多く、かつ人口密度が高い県であった。

## 地理
東ドイツの最南部に位置する県であった。西から時計回りにゲーラ県、ライプツィヒ県、ドレスデン県と接していた。また南西部は西ドイツのバイエルン州との、南部はチェコスロバキア（当時、現チェコ）との国境となっていた。
またカール＝マルクス＝シュタット県は東ドイツで最も標高が高い地域であった。東ドイツの最高峰であったフィヒテル山（標高1214.6 m）や、ドイツで最も高所にある街オーバーヴィーゼンタール（標高914 m）はいずれもエルツ山地のドイツ側、カール＝マルクス＝シュタット県内にある。

## 歴史
1952年、ドイツ社会主義統一党による事実上の一党独裁下において、計画経済を推進するためそれまでの州は廃止され、東ベルリンを除く全土を14の県に分割して統治が行われた。このとき旧ザクセン州は3県に分割されたが、その南西部に置かれたのがケムニッツ県であった。1953年5月10日にケムニッツがカール＝マルクス＝シュタットと改名されると、県名も同時にカール＝マルクス＝シュタット県と改められた。
1990年にベルリンの壁が崩壊し東西ドイツが統一されると、旧東ドイツの県は連邦制をとるドイツ連邦共和国（旧西ドイツ）の政治体制に沿うよう再編された。カール＝マルクス＝シュタット県は解体され、再びザクセン州の一部となり、ほぼ同じ領域にケムニッツ行政管区（Regierungsbezirk Chemnitz,「県」とも訳される）が新たに設けられたが、これは単なる行政上の地域区分であり、東ドイツ時代のような地方自治体としての権能は有していない。2012年にはこの行政管区も廃止された。なお、カール＝マルクス＝シュタットは1990年4月23日に行なわれた住民投票により、市名がケムニッツに戻された。